# Chobotnice z II. patra
Chobotnice z II. patra je český film režiséra Jindřicha Poláka z roku 1986. Film byl natočený podle knižní předlohy, jeho děj se odehrává v létě. Přímo navazující film se jmenuje Veselé Vánoce přejí chobotnice a odehrává se v zimě.
Oba filmy vznikly zkráceným sestřihem čtyřdílného televizního seriálu Chobotnice z II. patra.

## Děj
Na začátku příběhu se divák seznamuje s rodinou Holanových. Tatínek, který je řidič kamionu, se právě snaží dojet ze Španělska zpátky do Čech, ale Španělsko zažívá rajčatovou válku, takže uvízne v hostinci U Veselé panenky. Mezitím v Praze na Čertovce maminka Andrea pilně balí kufry a obě děti (Eva a Honzík) se těší na krásnou dovolenou, která se ale zdržuje kvůli tatínkovi. Děti nevědí, co mají dělat, a tak je maminka, která pracuje v Národním divadle, pozve na natáčení opery. Děti to začíná nudit, naštěstí právě přijíždí tatínek, a tak celá rodina odjíždí na dovolenou. Když dorazí do zátoky u moře, děti okamžitě běží do vody. Honzík ale objeví mrtvou rybu a tak okamžitě z vody vylézá. Všichni jsou hrozně špinaví od nafty, protože nedaleko havarovala loď Sandra. Najednou rychle přijíždějí dva policisté, kteří jim říkají, že tam nemohou zůstat, a odvádějí je na policejní stanici, kde musejí zaplatit pokutu. Děti se mezitím vracejí ke karavanu, kde objeví podivnou zelenou a modrou hmotu, která mluví a pohybuje se. Hmota unikla z výzkumné lodi, na které ji okamžitě chtějí zpátky, protože reaguje velmi pozitivně na elektřinu. Děti z ní uplácají dvě chobotničky. Ty jim ale utečou, zavřou se v karavanu a nechtějí je pustit dovnitř. Rodiče se po chvíli vracejí a děti zjišťují, že je v karavanu zase otevřeno. Podle pokynů policistů musejí okamžitě odjet. Jenže to má to háček: auto je zahrabané v písku. Rodiče se pomalu začínají hádat a hádka vyvrcholí v okamžiku, kdy se mamince podaří s pomocí chobotnic auto z písku vyhrabat. Holanovi tedy nastupují zpátky do auta a kouzelní tvorové s nimi. Rodiče se stále hádají a maminka řekne, že se chce rozvést. Děti jsou z toho smutné, ale mají chobotničky a odjíždějí na prázdniny k dědovi.

## Hlavní postavy
| Postava                 | Obsazení                    |
| ----------------------- | --------------------------- |
| Chobotnice alias Modrej | František Filipovský (hlas) |
| Chobotnice alias Zelená | Jiřina Bohdalová (hlas)     |
| Eva Holanová            | Žaneta Fuchsová             |
| Honzík Holan            | Milan Šimáček               |
| Andrea Holanová         | Dagmar Veškrnová            |
| Jan Holan               | Pavel Zedníček              |
| George                  | Miroslav Macháček           |
| Andreadis               | Boris Rösner                |